# Julián Rivas Rojano
Julian Rivas Rojano (Baena, Còrdova, 16 de febrer de 1878 - Cabeza del Buey, Badajoz, 13 d'agost de 1936), fou un sacerdot espanyol.
Fou batejat l'endemà del seu naixement, pels seus pares José María Rivas Cordero i María del Carmen Rojano Bujalance. Bateig que confirmà el bisbe Sebastián Herrero en una visita pastoral a la localitat del dia 26 de novembre de 1884.
Va ingressar al Seminari de San Pelagio amb 15 anys, i el 1897 marxa a Roma, on es matricula a la Pontificia Universitat Gregoriana. Entre el 26 de desembre de 1899 i 20 de juny de 1901 va haver de deixar la ciutat pel seu allistament a l'exèrcit. El 1903 es va examinar com a Doctor, i el 19 de juliol d'aquell mateix any va ésser ordenat sacerdot pel Cardenal Rafael Merry del Val.
El 1903 torna a Còrdova, i entre l'1 de agost de 1903 i el 28 de setembre de 1906 ocupa el càrrec de coadjutor a la Parròquia de San Bartolomé, a la localitat de Montoro. Posteriorment, entre el 29 de setembre de 1906 i el 23 de maig de 1910 ocupa els càrrecs de coadjutor de la Parròquia del Sagrari de la Catedral de Còrdova i de Secretari de Cambra i Govern de l'Obispat.
Finalment, el 24 de maig de 1910 és nomenat sacerdot de la Parròquia de Nostra Senyora de l'Armentera, a la localitat de Cabeza del Buey, a la província de Badajoz, i que llavors formava part de la Diòcesis de Còrdova. Entre 1930 i 1934 també fou Arxiprest de Castuera.
Se'l considera uns dels màrtirs de la persecució religiosa a la Diòcesi de Córdova entre 1936 i 1939. Fou detingut el 13 d'agost de 1936 juntament amb dos sacerdots més. Traslladat al cementiri de la localitat, fou afusellat aquella mateixa nit juntament amb un grup d'unes 40 persones, i sepultats al mateix cementiri.